# James Krumpholz
James W. „J. W.“ Krumpholz (* 22. September 1987 im Orange County, Kalifornien) ist ein ehemaliger Wasserballspieler aus den Vereinigten Staaten. Er gewann 2008 die olympische Silbermedaille. 2011 siegte er mit dem Team der Vereinigten Staaten bei den Panamerikanischen Spielen.

## Karriere
Der Sohn des Schwimmweltmeisters Kurt Krumpholz besuchte die Foothill High School. Danach studierte an der University of Southern California und spielte für deren Sportteam, die USC Trojans. Er warf in den ersten drei Jahren an der USC über 100 Tore.
Der 1,91 Meter große Center nahm mit der Nationalmannschaft 2005 an der Weltmeisterschaft in Montreal teil, das US-Team belegte den elften Platz. 2006 gewann er mit dem Juniorenteam bei den Panamerikanischen Jugendspielen.
Beim olympischen Wasserballturnier 2008 in Peking gewann die Mannschaft aus den Vereinigten Staaten ihre Vorrundengruppe vor den Kroaten und den Serben. Im Halbfinale traf das Team wieder auf die Serben und siegte mit 10:5. Das Finale gewannen die Ungarn mit 14:10, die Mannschaft aus den Vereinigten Staaten erhielt die Silbermedaille. Krumpholz erzielte in sieben Spielen zwei Treffer.
2009 bei der Weltmeisterschaft in Rom siegte das US-Team in seiner Vorrundengruppe und bezwang im Viertelfinale die deutsche Mannschaft mit 8:5. Nach einer 6:7-Halbfinalniederlage gegen die Spanier verlor das US-Team im Spiel um Bronze mit 6:8 gegen Kroatien. Krumpholz warf vier Turniertore. 2011 belegte die US-Mannschaft den sechsten Platz bei der Weltmeisterschaft in Shanghai. Bei den Panamerikanischen Spielen 2011 besiegte das US-Team im Finale die Kanadier.